# Oxalis muscoides
Oxalis muscoides är en harsyreväxtart som beskrevs av Rodolfo Amando Philippi. Oxalis muscoides ingår i släktet oxalisar, och familjen harsyreväxter. Inga underarter finns listade i Catalogue of Life.